# White Triplex

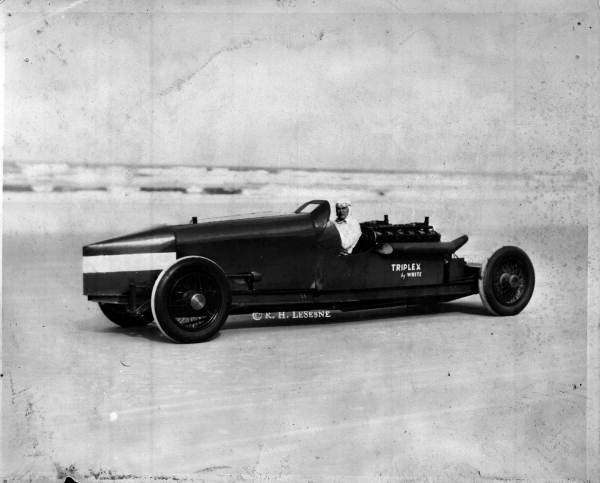
White Triplex mit Ray Keech (1928)

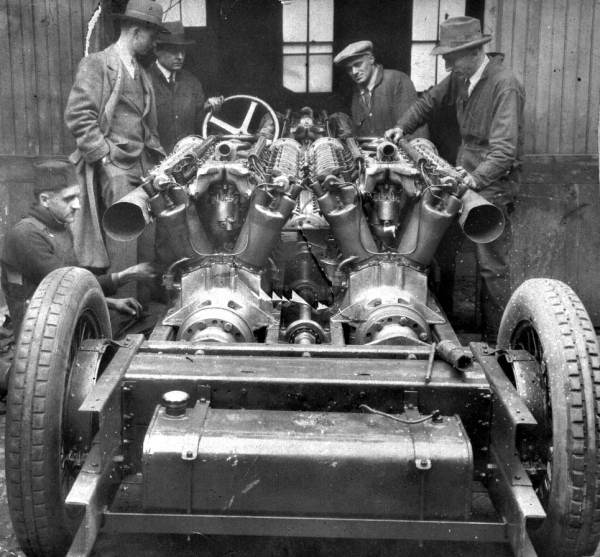
Die beiden hinteren Motoren, dazwischen ist der vordere erkennbar (im Hintergrund)

White Triplex (auch bekannt als Triplex Special und Spirit of Elkdom) war ein Rennwagen, mit dem der US-amerikanische Rennfahrer Charles Raymond „Ray“ Keech im April 1928 einen neuen absoluten Geschwindigkeitsrekord für Landfahrzeuge aufstellte.
Hinter dem Projekt stand der wohlhabende US-Amerikaner, J. H. White aus Philadelphia, der auch als Hauptnamensgeber auftrat und dessen Plan es war, mit dem (bis dahin) hubraumstärksten Automobil der Welt, dem White Triplex, und seinem riesigen 81-Liter-„Motorenverbund“ den Weltrekord für die USA aufzustellen. Der Namenszusatz „Triplex“ bezieht sich auf die drei Liberty-Triebwerke, die das Fahrzeug antrieben.

## Hintergrund
In den 1920er und 1930er Jahren war der „Land Speed Record“ (LSR) eine weitgehend britische Domäne, in der hauptsächlich die beiden Rennfahrer Henry Segrave und Malcolm Campbell „die Sache unter sich ausmachten“. Als J. H. White beschloss, den prestigeträchtigen Titel in die USA zu holen, lag der Rekord mit 206,95 Meilen pro Stunde (333,05 km/h) über die 1-Meilen-Distanz gerade bei Campbell.
Als Fahrer konnte White den etablierten Rennfahrer und späteren Indy-500-Gewinner Charles Raymond „Ray“ Keech, wohl auch dank einer stattlichen Gage, verpflichten. Keech erschien in Daytona Beach, als eine ganze Gruppe von Fahrern dem Top-Rekord hinterherjagte und das Segrave-Campbell-Duell auf dem Höhepunkt war.

## Das Fahrzeug
In den USA waren keine geeigneten Motoren verfügbar, um einen ausreichenden Vorteil gegenüber den britischen Napier-Lion-Triebwerken zu erzielen. Daher wurden ein möglichst einfaches Chassis konstruiert und drei Liberty-Flugzeugmotoren aus militärischen Restbeständen des Ersten Weltkriegs eingebaut. Das Fahrzeug war sehr einfach konstruiert: ohne Kupplung oder Getriebe und mit nur einem einzigen festen Übersetzungsverhältnis. Einmal durch einen „Push-Start“ angeschoben, musste es in Bewegung gehalten werden, ähnlich einem einfachen Kart. Die drei 27-Liter-Liberty-Triebwerke hatten insgesamt 36 Zylinder, einen Hubraum von 81 Litern und leisteten etwa 1500 PS (1103,2 kW). White Triplex hatte ein Gewicht von 4 Tonnen.
Der Fahrkomfort war minimal: Der vordere Motor war nur mit einer teilweise „stromlinienförmigen“ Verkleidung ummantelt, die beiden nebeneinander stehenden hinteren Motoren waren nicht verblendet, und der Fahrer saß zwischen ihnen und dem vorderen.
Die ersten Probeläufe erwiesen sich als gefährlich – niemand war jemals mit so viel Kraft und in solch roher Form konfrontiert worden. Keech erlitt bei beiden Läufen Verbrennungen – zuerst durch einen geplatzten Kühlerschlauch, dann durch Abgasflammen des Frontmotors.

## Rekord mit Ray Keech

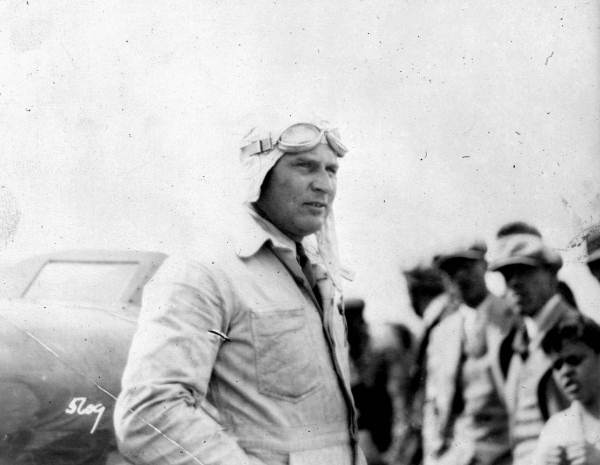
Ray Keech vor White Triplex in Daytona Beach

Anfang 1928 reiste das Team um White und Keech nach Daytona, um den Rekord vorzubereiten.
Die Einfachheit der Konstruktion führte auch zu einer „absurden“ Situation bei der offiziellen Technischen Abnahme: Das Reglement verlangt „die Möglichkeit des Rückwärtsfahrens“ (um das Fahrzeug als „Automobil“ zu qualifizieren), die White Triplex nicht hatte. Die Mechaniker bauten daraufhin zunächst einen Elektromotor und einen Rollenantrieb auf einen Reifen, der sich jedoch nicht gegen die Leistung der drei großen Motoren drehen konnte, die nicht von den Antriebsrädern abgekoppelt werden konnten. Als Nächstes wurde eine noch ungewöhnlichere Vorrichtung versucht: eine ganze separate Hinterachse wurde eingebaut, über dem Boden gehalten, bis sie von einem Freigabehebel fallen gelassen und dann von einer separaten Antriebswelle angetrieben wurde. Auf den meisten Bildern ist diese Konstruktion nicht zu sehen, und es wird nicht angenommen, dass sie während des Rekordversuchs eingebaut war, aber sie stellte die Technischen Kommissare während des „Scrutineering“ zufrieden.
Am 22. April 1928 stellte Keech in Daytona einen neuen Geschwindigkeitsrekord von 334,02 km/h über die Distanz von einer Meile auf. Keech konnte die bestehende Bestmarke von Campbell nur „hauchdünn“ verbessern.
| 19. Februar 1928 | Daytona Beach, USA | Malcolm Campbell | Napier-Campbell-Arrol-Aster Blue Bird | 206,95 mph | 333,05 km/h |
| 22. April 1928   | Daytona Beach, USA | Ray Keech        | White Triplex Spirit of Elkdom        | 207,55 mph | 334,02 km/h |

## Erneuter Versuch mit Lee Bible

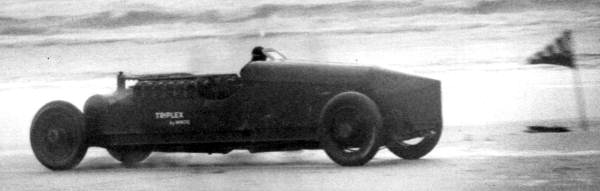
Lee Bible am Steuer von White Triplex

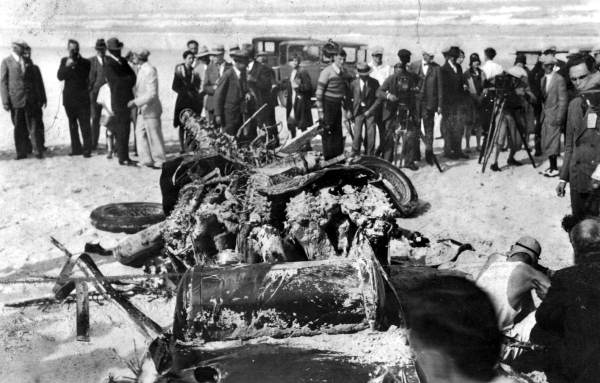
Das Wrack nach dem Unfall von Lee Bible

Der Rekord von Keech wurde nur knapp ein Jahr später, am 11. März 1929, von Henry Segrave im Golden Arrow deutlich gebrochen und auf über 230 Meilen pro Stunde angehoben.
Daraufhin wurde Keech von J.H. White aufgefordert, erneut anzutreten, und den Rekord mit White Triplex in die USA zurückzuholen. Als Austragungsort war diesmal Ormond Beach vorgesehen. Keech lehnte ab, weil er das Auto für zu gefährlich hielt. White engagierte dann den Teammechaniker Conway Lee Bible, einen Garagenbesitzer ohne Erfahrung im Umgang mit Fahrzeugen bei diesen Geschwindigkeiten.
Für Bible war der Einsatz im White Triplex eine einmalige Gelegenheit, aber viele stellten seine Eignung wegen der mangelnden Erfahrung hinter dem Lenkrad einer solchen Maschine in Frage. Letztlich hatte sich Bible bei Testläufen jedoch gut genug geschlagen, um von den Rennoffiziellen für den Rekordversuch für geeignet erklärt zu werden.
Bei seinen ersten beiden gezeiteten Läufen erreichte Bible 299 km/h und 325 km/h, beide Ergebnisse lagen unter der vorherigen Bestleistung des Triplex Special und weit hinter dem aktuellen Rekord von Golden Arrow.
Am Ende des zweiten Laufs (nach dem Durchfahren der Zeitnahme) schleuderte der Triplex von der Strecke in die Sanddünen, überschlug sich und kam schließlich ungefähr 200 m weiter zum Stillstand. Dabei wurde Lee Bible aus dem Auto geschleudert und getötet. Der Pathé-Wochenschau-Kameramann Charles Traub wurde ebenfalls getötet. Manche Analysen des Unfallherganges sahen die Ursache in Bibles zu frühem „vom Gas gehen“ (off the Trottle) sowie einem zu frühen und zu harten Bremsen, andere schrieben die Schuld „der mangelnden Stabilität“ von White Triplex zu.
Es gab mehrere Kontroversen über diese beiden Todesfälle, da es auch unklar war, ob sich der Kameramann in einem vorgeschriebenen Sicherheitsbereich befand, oder ob er sich der Strecke zu sehr näherte, um dramatischeres Filmmaterial zu erhalten.